# نادر جلال
نادر جلال (29 يناير 1941 - 16 ديسمبر 2014)، مخرج وممثل مصري.

## حياته الفنية
يعتبر من أبرز وأقوى مخرجي السينما المصريين وخاصة في مجال أفلام الأكشن والتي كانت برفقته الممثلة المتميزة المصرية نادية الجندي وغيرهم قدّم أكثر من 50 فيلم سينمائي مصري وعن مسيرته الفنية المفصّلة حصل على بكالوريوس التجارة عام 1963 ودبلوم معهد السينما (إخراج) عام 1964 عمل ممثلا وهو طالب ثم مساعد مخرج ومخرج بدأ العمل في السينما عام 1965 كمساعد مخرج من خلال فيلم الشقيقان. من أفلامه: «جنون الحب» «الإرهابي» «بخيت وعديلة» «خمسة باب» «حسن اللول» وللتليفزيون أخرج مسلسل «الناس في كفر عسكر».
وقد أخرج العديد من الأفلام منها جزيرة الشيطان ومهمة في تل أبيب وقد توجّه في السنوات الأخيرة إلى الإخراج التلفزيوني حيث قدّم عددا من الأعمال مع المؤلف بشير الديك هي: "درب الطيب" و"أماكن في القلب" وظل المحارب" وقد تم عرض مسلسله الأخير عن "ملف سامية فهمي" باسم "حرب الجواسيس" في شهر رمضان 2009. ومن الأفلام التي قام بإخراجها فيلم هاللو أمريكا بطولة عادل إمام وشيرين.

## أعماله

### أفلام من إخراجه
- 1971: غدا يعود الحب
- 1972: ولدي
- 1973: رجال لا يخافون الموت
- 1973: أبو ربيع
- 1974: بدور
- 1976: وعادت الحياة
- 1976: لا وقت للدموع
- 1976: عندما يسقط الجسد
- 1977: فتاة تبحث عن الحب
- 1977: جنون الحب
- 1977: امرأه من زجاج
- 1978: رجل بمعنى الكلمة
- 1978: الندم
- 1979: القاضي والجلاد
- 1979: الوهم
- 1979: أقوى من الأيام
- 1980: فتوة الجبل
- 1982: المحاكمة
- 1982: أرزاق يا دنيا
- 1983: ولا من شاف ولا من دري
- 1983: خمسة باب
- 1983: إنهم يسرقون الأرانب
- 1984: واحدة بواحدة
- 1984: جبروت امرأة
- 1985: الثعابين
- 1986: رجل لهذا الزمان
- 1987: سلام يا صاحبي
- 1987: ثمن الغربة
- 1988: ملف سامية شعراوي
- 1988: بطل من ورق
- 1989: جحيم تحت الماء
- 1989: الإرهاب
- 1990: شبكة الموت
- 1990: جزيرة الشيطان
- 1991: عصر القوة
- 1992: مهمة في تل أبيب
- 1992: الشرس
- 1993: الشطار
- 1993: الإرهابي
- 1993: 131 أشغال
- 1995: بخيت وعديلة
- 1995: امرأة هزت عرش مصر
- 1996: بخيت وعديلة 2: الجردل والكنكة
- 1996: اغتيال
- 1997: حسن اللول
- 1998: رسالة إلى الوالي
- 1998: 48 ساعة في إسرائيل
- 1999: أمن دولة
- 1999: الواد محروس بتاع الوزير
- 2000: هاللو أمريكا
- 2000: بلية ودماغه العالية
- 2001: جحيم تحت الأرض

### مسلسلات من إخراجه
- 2003: الناس في كفر عسكر
- 2003: آخر المشوار
- 2004: عباس الأبيض في اليوم الأسود
- 2005: أماكن في القلب
- 2006: درب الطيب
- 2008: ظل المحارب
- 2009: حرب الجواسيس
- 2011: عابد كرمان
- 2013: العقرب
- 2014: كيكا على العالي

### تأليف
- 1971: غدا يعود الحب
- 1974: بدور
- 1977: أمرأه من زجاج
- 1984: واحدة بواحدة
- 1990: جزيرة الشيطان

### تمثيل
- 1942: رباب (طفل)
- 1943: ماجدة (طفل)
- 1945: أميرة الأحلام (طفل)
- 1951: ضحيت غرامي (طفل)
- 1951: ابن النيل (حمدان الطفل)
- 1990: جزيرة الشيطان (مدير مركز الغطس)
- 1992: مهمة في تل أبيب (شريف)
- 1997: حسن اللول (طبيب المشرحة)

## وفاته
شيّع جثمان المخرج الراحل نادر جلال من مسجد السيدة نفيسة إلى مثواه الأخير بمقابر العائلة. يذكر أن الراحل نادر جلال توفي فجر الثلاثاء 16 ديسمبر 2014، عن عمر يناهز 73 عاما بعد صراع طويل مع المرض.

## روابط خارجية
- نادر جلال على موقع IMDb (الإنجليزية)
- نادر جلال على موقع الدهليز
- نادر جلال على موقع قاعدة بيانات الأفلام العربية
- نادر جلال على موقع ألو سيني (الفرنسية)
- نادر جلال على موقع قاعدة بيانات الفيلم (الإنجليزية)
- نادر جلال على موقع كينوبويسك (الروسية)